# 君士坦丁堡之围 (1203年)
1203年君士坦丁堡之围是第四次十字军对拜占庭帝国首都君士坦丁堡的第一次围攻，为了支持被废黜的皇帝伊萨克二世和他的儿子阿历克塞四世。

## 围困
十字军要用武力夺取君士坦丁堡，首先需要穿过博斯普鲁斯海峡。大约200艘船负责将十字军穿过狭窄的海峡，在那里，阿历克塞三世已经沿着加拉塔郊区以北的海岸将拜占庭军队按战斗队形整齐排列。十字军骑士们直接从马上进攻，拜占庭军队向南逃走。
十字军向南追击，攻打加拉达塔，夺取拦截金角湾入口的铁链的一端。他们包围了塔楼，希腊人的反击最初取得了一些成功。但是，当十字军进行反攻时，希腊人撤回塔内，十字军跟随这些士兵通过了城门，塔楼投降了。金角湾已向十字军敞开，威尼斯舰队隨即进入。
7月11日，十字军夺取城市的西北角貝拉克奈皇宫对面的位置。7月17日，十字軍开始认真地围城，用四个师攻打陆上的圍墙，而威尼斯舰队則从金角湾进攻海上的軍艦。威尼斯人夺取了一段城墙，大约有25座塔楼，而瓦兰吉亚人卫队在陆墙上挡住了十字军。瓦兰吉亚人转移，面对新的威胁，威尼斯人在大火的掩护下撤退。这次大火摧毁了大约120英亩的市区。
阿历克塞三世终于采取进攻行动，率领17个师出圣罗马努斯城门迎战，在数量上远远超过了十字军。阿历克塞三世的军队大约8500人，与十字军的7个师（大约3500人）对阵，但是阿历克塞三世惧怕了，拜占庭军队未经战斗就撤回了城内。撤退和火灾的影响极大地损害了士气，导致君士坦丁堡市民转而反对阿历克塞三世，于是他逃走了。破坏性的大火造成20000人无家可归。 阿历克塞皇子与他失明的父亲伊萨克二世一起登上宝座，成为阿历克塞四世。
阿历克塞四世意识到他的承诺是难以维持的。阿历克塞三世已设法逃离，带走了1000磅黄金和一些无价的珠宝，造成帝国国库资金短缺。这时年轻的皇帝下令销毁并融化有价值的拜占庭和罗马圣像，来提取黄金和白银，但即使如此，他只筹集到了10万银马克。在全体知道这个决定的希腊人的眼里，这是一个令人震惊的绝望和领导软弱的迹象，将会遭致上帝的惩罚。拜占庭历史学家 Nicetas Choniates 将其称为“罗马国家走向衰落的转折点”。
因此阿历克塞四世不得不处理君士坦丁堡市民与拉丁人之间日益增长的仇恨。出于对自身性命的担忧，这位共治皇帝要求十字军再延长六个月的合同，到1204年4月终止。不过，在城市里仍然在战斗。1203年8月，十字军袭击一座清真寺，由穆斯林和希腊人联合起来进行保护。与此同时，阿历克塞四世率领6000名十字军在阿德里安堡与他的对手阿历克塞三世作战。

## 后来的尝试
在威尼斯人的第二次尝试，设立了火墙，以帮助其逃走，他们煽动“大火”，造成君士坦丁堡的很大一部分被烧毁。反对阿历克塞四世的势力增长，他的一位臣子，阿历克塞·杜卡斯（绰号“连眉”，因为他的浓眉），很快将他推翻，并将他勒死。阿历克塞·杜卡斯自封为皇帝，称为阿历克塞五世；不久伊萨克二世也去世了，可能是自然死亡。
十字军和威尼斯人，对于他们的施主被谋杀而感到愤怒，要求连眉信守阿历克塞四世曾许诺的合同。当拜占庭皇帝表示拒绝时，十字军再次攻击城市。4月8日，阿历克塞五世的军队进行了顽强的抵抗，来阻止十字军的进攻。
希腊人投掷巨大的炮弹，击碎了很多敌方的攻城器械。对于十字军，另一个严重的障碍是恶劣的天气条件。风从岸上吹来，阻止了大部分船只接近城墙，发起攻击。只有五个希腊塔楼真正受到了攻击，但是没有一个能保证攻下；到下午，很显然这次袭击失败了。 
教士讨论了他们之间的形势以后，发表了一篇信息。他们试图说服士气低落的战士们，4月9日的事件不是天主对一项罪孽深重的事业的审判，这个运动是正义的，有正确的信念，一定会成功。天主的 concept 是通过暂时的挫折来考验十字军的决心，这是教士用以解释活动过程中的失败的一个熟悉的手段。
教士的信息是为了安抚和鼓励十字军。他们对君士坦丁堡发动攻击的论点，围绕着两个主题。第一，希腊人是叛徒和凶手，因为他们杀死了合法的主人阿历克塞四世。教士使用煽动性的语言，声称“希腊人比犹太人更坏”，他们援引天主和教宗的权威来采取行动。 
虽然教宗英诺森三世再次要求他们不要攻击基督徒，但是信件被教士扣留，十字军准备攻击，而威尼斯人从海上进攻；阿历克塞五世的军队与帝国卫队瓦兰吉亚人留在城内战斗，但是阿历克塞五世本人在夜间逃走。